# Matt Charman
Matt Charman (Crawley, 5 juni 1979) is een Britse film- en televisiescenarist en toneelschrijver.

## Biografie
Matt Charman werd op 5 juni 1979 geboren in Crawley, West Sussex. Hij studeerde Engels aan University College London (UCL).

### Theater
Zijn doorbraak als schrijver kwam er in 2004, toen hij de Verity Bargate Award won voor het toneelstuk A Night at the Dogs. Nadien schreef hij ook de toneelstukken The Five Wives of Maurice Pinder en The Observer, die beide in première gingen in het Royal National Theatre in Londen.

### Televisie
In 2005 maakte Charman zijn debuut als televisiescenarist. Hij schreef toen de tweede en derde aflevering voor de komische BBC-serie Man Stroke Woman.
In 2014 keerde hij terug naar het kleine scherm en werkte hij als scenarist mee aan de BBC-dramareeks Our Zoo. Een jaar later schreef hij de Britse miniserie Black Work.

### Film
In 2008 verbeterde hij de eerste versie van het script voor de rampenfilm 2012, dat geschreven werd door Roland Emmerich en Harald Kloser. Charman kreeg achteraf geen officiële vermelding voor zijn bijdrage.
Zijn officieel debuut als filmscenarist maakte Charman met het scenario Suite Française, dat gebaseerd was op de gelijknamige roman van schrijfster Irène Némirovsky. Het script werd in 2014 verfilm door Saul Dibb en met Michelle Williams en Matthias Schoenaerts als hoofdrolspelers.
Voor zijn volgende script, Bridge of Spies, werkte Charman samen met de broers Joel en Ethan Coen en baseerde hij zich op het verhaal van Gary Powers, een Amerikaanse piloot die tijdens de Koude Oorlog gearresteerd werd door de Sovjet-Unie. Het scenario werd in 2015 verfilmd door Steven Spielberg.

## Filmografie

### Film
- Suite Française (2014)
- Bridge of Spies (2015)

### Televisie
- Man Stroke Woman (2005)
- Our Zoo (2014)
- Black Work (2015)
- Oasis (2017) (tv-film)